# Zinda (Film)
Zinda (Hindi-sprachig für „lebendig“) ist ein 2006 erschienener indischer, Hindi-sprachiger Thriller-Film. Es handelt sich um eine Neuverfilmung des südkoreanischen Films Oldboy. In den Hauptrollen spielen Sanjay Dutt, John Abraham, Lara Dutta und Celina Jaitley.

## Handlung
Der Software-Entwickler Balajeet „Bala“ Roy und seine Frau Nisha ziehen beruflich von Indien nach Bangkok, Thailand um. Als Nisha gerade erfährt, dass sie schwanger ist, wird Bala von unbekannten Kidnappern entführt und in einer Video-überwachten Zelle in Isolationshaft gehalten. Bala bekommt jeden Tag dieselben frittierten Wan Tan zu essen, seine Zelle wird von den Kidnappern gereinigt, nachdem sie ihn mit Gas betäuben. Nach einem Jahr träumt Bala vom gewaltsamen Tod seiner Frau. Über den Fernseher in seiner Zelle erfährt er von ihrer tatsächlichen Ermordung. Nach einem durch seine Kidnapper vereitelten Selbstmordversuch beschließt Bala sich auf den Tag seiner Freilassung vorzubereiten und trainiert verschiedene Arten Kampfsport, um dem Unbekannten zu begegnen, der für sein Leiden verantwortlich ist.
Nach insgesamt 14 Jahren Isolationshaft wacht Bala eines Tages plötzlich in Freiheit auf einem Hochhausdach in Bangkok auf, gut gekleidet in einem Anzug und mit Geld und einem Handy ausgestattet, auf dem sich sein unbekannter Peiniger meldet, in Ankündigung des baldigen Aufeinandertreffens.
Auf der Suche nach dem Unbekannten lernt Bala die indischstämmige Taxifahrerin Jenny Singh kennen. Über den Geschmack der ihm servierten Wan Tan macht Bala im Bangkoker China-Town das Restaurant ausfindig, das ihn während seiner gesamten Gefangenschaft mit Essen versorgt hat. Einer seiner Kidnapper, der anwesend ist, verrät sich und wird von Bala gefangen und getötet, nachdem er unter Folter den Ort des Gefängnisses preisgibt. Bala dringt in das von einer kriminellen Bande geführte Gebäude ein und foltert den Besitzer, indem er ihm mit einem Klauenhammer die Zähne ausreißt. Dieser gibt ihm eine Kassette, auf der Balas Peiniger der Bande den Auftrag für Balas Gefangenschaft gibt. Beim Versuch, das Gebäude wieder zu verlassen, wird Bala im Kampf verletzt, bricht auf der Straße zusammen und wird von einem Unbekannten in ein Taxi gesetzt, das ihn zu Jennys Haus bringt.
Über Balas Tagebuch erfährt Jenny seine Geschichte. Gemeinsam hören sie sich die Kassette an, wodurch Bala erfährt, dass der Grund für seine Gefangenschaft seine ‚lose Zunge‘ sei. Balas unbekannter Peiniger meldet sich telefonisch und gibt ihm den nächsten Hinweis, um zu ihm zu kommen, woraufhin die beiden aufeinandertreffen. Der Unbekannte erweist sich als reicher Geschäftsmann, fordert Bala aber auf, selbst herauszufinden, was ihn dazu verleitet hat, Bala vierzehn Jahre einzusperren. Weiter gibt er Bala den Hinweis, dass Jenny etwas geschehen könnte. Dieser eilt daraufhin zu Jenny Haus zurück, wo sie von der Gefängnis-Bande sexuell und körperlich misshandelt wird. Auf Anweisung des Unbekannten zieht sich die Bande jedoch zurück. Bala will Jenny aus der Stadt herausschaffen und bringt sie in einem Hotel unter. Bala fühlt sich unwohl in Jennys Gegenwart, weil er sich zu ihr hingezogen fühlt, woraufhin Jenny den ersten Schritt auf ihn zugeht und die beiden miteinander schlafen.
Über einen weiteren Hinweis finden Bala und Jenny heraus, dass der Unbekannte Rohit Chopra heißt und er und seine Schwester Reema auf die gleiche Schule wie Bala gingen. Um vor seinen Freunden aufzuschneiden, hatte Bala geprahlt, er habe mit Reema Sex gehabt. Rohit Chopra meldet sich, woraufhin er und Bala wieder aufeinandertreffen. Rohit erklärt Bala nun den Grund für seinen Hass und seine Rachsucht. Die Geschichte um Reema war nach Balas Jungenstreich nicht zu Ende, denn Reema wurde aufgrund von Balas Prahlerei zum Gespött der Schule und als Hure beschimpft, woraufhin sie sich das Leben nahm. Der kleine Rohit sah zu, wie seine Schwester sich selbst anzündete und in den Flammen starb. Auch 27 Jahre danach hat Rohit das Trauma des Verlustes seiner Schwester nicht verarbeitet.
Rohit zeigt Bala Videobilder eines vierzehnjährigen Mädchens, das von Menschenhändlern gefangen gehalten wird, um als Sexsklavin an den Meistbietenden verkauft und entjungfert zu werden – dann offenbart Rohit, dass das Mädchen von ihm aufgezogen wurde und es sich um Balas Tochter handelt, die er wegen seiner Gefangenschaft nie kennenlernen konnte. Bala fleht Rohit an, seiner Tochter das grausame Schicksal zu ersparen, doch Rohit wählt den Freitod und stürzt von einem Hochhaus. Es offenbart sich jedoch, dass er Bala angelogen hat und dem Mädchen – das den Namen seiner verstorbenen Schwester trägt – keine Gewalt antun wollte und sie nur Teil seines Racheplans war, um Bala zu quälen. Es kommt zu einem glücklichen Wiedersehen von Vater und Tochter.

## Wissenswertes
John Abraham wurde bei den 52. Filmfare-Awards (2007) für seine Rolle als Rohit für den Preis für den ‚besten Schurken‘ nominiert, unterlag jedoch seinem Konkurrenten Saif Ali Khan.
Der Film enthält Musikstücke aus den Filmen 1492 – Die Eroberung des Paradieses, Matrix Reloaded und Matrix Revolutions.
In Deutschland erschien der Film unter dem Titel Zinda – ein gestohlenes Leben direkt auf DVD, vertrieben durch die EuroVideo Bildprogramm GmbH, und wurde ab 18 Jahren freigegeben.

## Kritiken
Auf dem Filmbewertungsportal Internet Movie Database liegt die Wertung für Zinda bei 4,8 von 10 Punkten, basierend auf mehr als 3.600 abgegebenen User-Wertungen.
Bei Rotten Tomatoes konnte der Film 60 % des Publikums überzeugen.